# Miami Open 2020
Miami Open 2020 var en tennisturnering, der skulle have været spillet udendørs på hardcourt-baner i Hard Rock Stadium i Miami, Florida, USA i perioden 24. marts - 5. april 2020. Turneringen blev imidlertid aflyst, ligesom BNP Paribas Open 2020 kort forinden også var blevet aflyst.
Borgmesteren i Miami-Dade County, Carlos A. Gimenez, erklærede undtagelsestilstand i området på grund af den igangværende COVID-19-pandemi og besluttede i den anledning af aflyse turneringen. Arrangørerne meddelte, at de forstod og støttede borgmesterens beslutning, eftersom samfundets og de involveredes sundhed og sikkerhed var deres topprioritet.
Samtidig meddelte ATP Tour, at mændenes professinelle tennistour blev suspenderet de næste seks uger, dvs. til og med den 26. april 2020 på grund af de eksalerende sundheds- og sikkerhedsproblemstillinger forbundet med pandemien.